# شهرستان مالبورک
شهرستان مالبورک (به لاتین: Malbork County) یک شهرستان در لهستان است که در استان پومرانی واقع شده‌است.

## خصوصیات
شهرستان مالبورک ۴۹۴٫۶۳ کیلومترمربع مساحت و ۶۲٬۹۶۰ نفر جمعیت دارد.